# NGC 7414
NGC 7414 је лентикуларна галаксија у сазвежђу Пегаз која се налази на NGC листи објеката дубоког неба.
Деклинација објекта је + 13° 14' 56" а ректасцензија 22h 55m 24,3s. Привидна величина (магнитуда) објекта NGC 7414 износи 15,8 а фотографска магнитуда 16,8. NGC 7414 је још познат и под ознакама NPM1G +12.0575, PGC 94273, PGC 70008.